# Femme et Mari
Pour plus de détails, voir Fiche technique et Distribution.
Femme et Mari (titre original : Moglie e marito) est un film italien réalisé par Simone Godano et sorti en 2017.

## Synopsis
Andrea (Pierfrancesco Favino) et Sofia (Kasia Smutniak) sont un couple marié en crise depuis dix ans et envisagent le divorce. Mais à la suite d'une expérience scientifique d'Andrea, ils se retrouvent soudainement dans le corps de l'autre. Andrea, brillant neurochirurgien qui mène une expérimentation sur le cerveau humain est Sofia ambitieuse animatrice de télévision en plein essor et vice-versa. Ainsi l'un vit l'existence et la vie quotidienne de l'autre…

## Fiche technique
- Titre : Femme et mari
- Titre original : Moglie e marito
- Réalisation : Simone Godano
- Scénario : Carmen Roberta Danza, Giulia Louise Steigerwalt
- Photographie : Michele D'Attanasio
- Montage : Davide Vizzini
- Musique :
- Décors :
- Costumes :
- Production : Warner Bros. Entertainment Italia - Groenlandia - Picomedia.
- Distribution : Warner Bros Italie
- Pays d'origine :  Italie
- Genre : Comédie
- Durée : 100 minutes
- Dates de sortie :
  - Italie : 12 avril 2017
  - France : 17 janvier 2017

## Distribution
- Pierfrancesco Favino : Andrea
- Kasia Smutniak : Sofia
- Valerio Aprea (it)
- Gaetano Bruno
- Paola Calliari
- Francesca Agostini
- Sebastian Dimulescu
- Marta Gastini